# Erimena

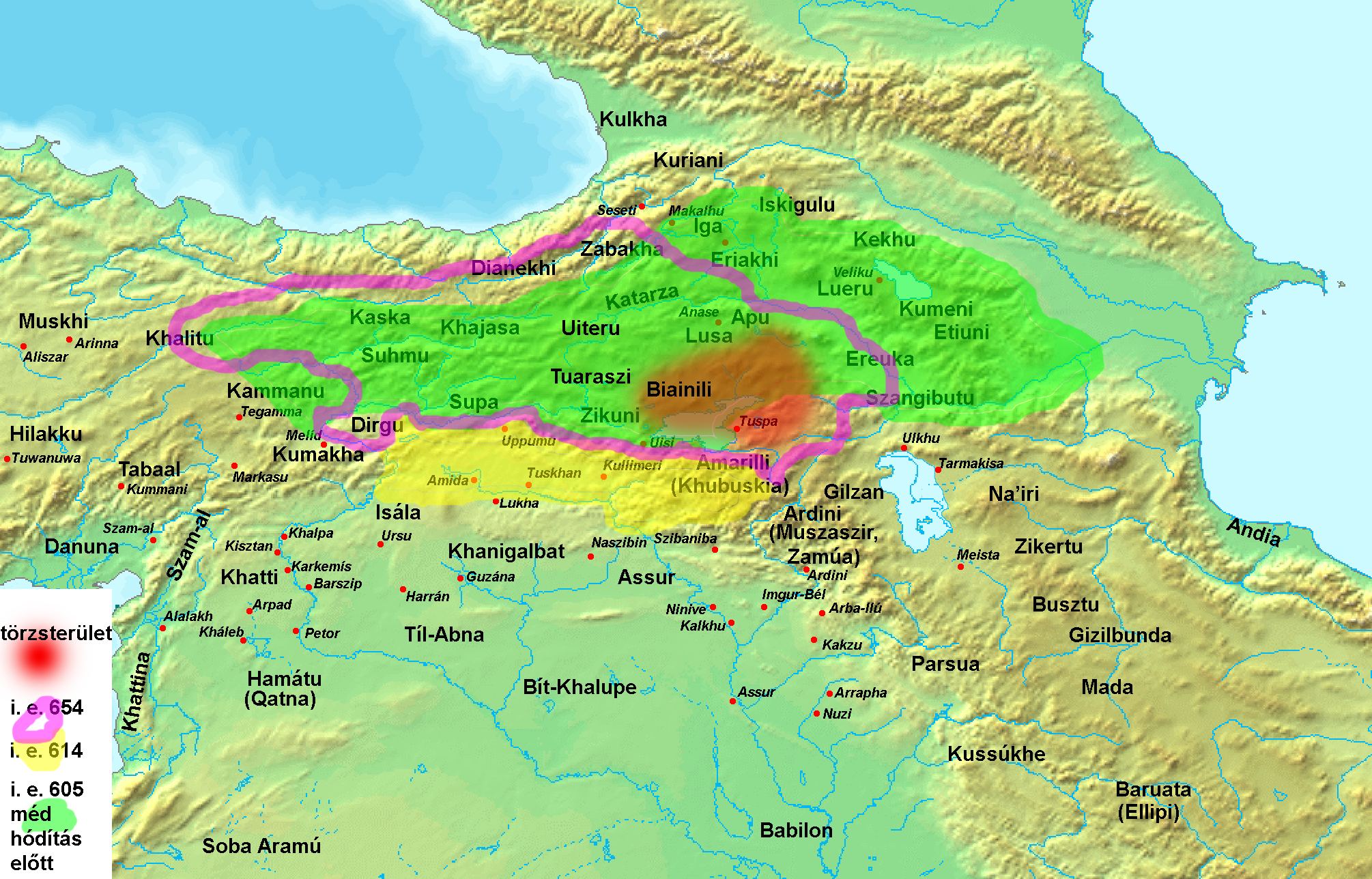
Urartu területváltozásai i. e. 658-tól

Erimena a hagyományos szemlélet szerint Urartu királya, II. Rusza fia. Uralkodásáról semmilyen emlék nem maradt fenn. Egyetlen korabeli dokumentum sem említi királyként, az asszír forrásokban sem található meg.
Erimena személye egy „Erimena fia Rusza” feliratból ismert, amely Ruszahiniliben maradt fenn. Egy bronzpajzson 1880-ban Austen Henry Layard találta, valamint ugyanebben az időben olvasták el Rusza várfalra írt feliratait is. Azóta okoz problémát az ókor kronologizálásában. Eszerint az erődöt Erimena fia (III.) Rusza alapította, és nevezte el Ruszahinilinek. Egy újabb elmélet szerint sokkal korábban, I. Rusza és II. Argisti között uralkodott trónbitorlóként, majd fia, (III.) Rusza követte, aki Ruszahinilit alapította. Ez esetben őket követte II. Argisti, és Argisti fia (II.) Rusza csak utánuk uralkodott.